# Горбань (фільм, 1959)
«Горба́нь» (фр. Le bossu) — франко-італійський історико-пригодницький фільм 1959 року режисера Андре Юнебаля за участю Жана Маре і Бурвіля. Знятий за романом Поля Феваля «Горбань, Або Маленький Парижанин» (1857 рік), фільм досі входить у сотню суперкасових стрічок за всю історію кінопрокату у Франції.

## Сюжет
Дія фільму відбувається в епоху короля Людовика XIV. Париж, 1701 рік. Принц Гонзаго (Франсуа Шометт) дізнається, що його кузен Філіп де Невер таємно повінчаний із жінкою, від якої має дочку. Гонзаго, прагнучи заволодіти спадком герцога Неверського, готує злочин. Випадковим свідком вбивства герцога Неверського стає благородний дворянин Анрі де Лагардер (Жан Маре). Вмираючи, герцог доручає йому турботу про свою дочку Аврору (Забіне Зессельманн). Вірний своєму слову, шевальє Лагардер, ховається з немовлям від переслідування в Іспанії. Він і його вірний слуга — кумедний Паскуаль (Бурвіль) виховують дівчинку протягом п'ятнадцяти років.
У 1716 у, повернувшись до Парижа, шевальє приймає в цілях конспірації вигляд горбаня і здійснює зухвалі вчинки, відстоюючи честь і справедливість. Завдяки своїй хитрості, умінню перевтілюватися і гострому клинку герой руйнує всі підступні задуми ворогів і рятує честь сім'ї своєї прийомної дочки. Під виглядом старого блазня-горбаня Лагардер потрапляє в замок Гонзаго, де терпить всілякі знущання, а потім, дочекавшись фатального моменту, скидає маску і в жорстокій сутичці вбиває принца. Отримавши від регента прощення за пролиття вельможної крові, шевальє одружується на Аврорі…

## У ролях
- Жан Маре — Анрі де Лагардер
- Бурвіль — Паскуаль
- Сабіна Зессельманн — Аврора де Невер / Ізабелла де Кейлюс
- Жан Ле Пулен — Пейроль
- Юбер Ноель — Філіп де Невер
- Жорж Дукінг — маркіз де Кейлюс
- Поль Камбо — Філіп Орлеанський
- Франсуа Шометт — Філіп де Гонзаго
- Едмон Бошам, Рауль Бійре, Бернар Деран та ін.

## Фільм в радянському прокаті
В СРСР прем'єра фільму відбулася у 1978 році. Фільм дубльований на кіностудії «Союзмультфільм». Режисер дубляжу Георгій Калітіевський. Ролі дублювали Володимир Трошин, Анна Каменкова, Олександр Бєлявський, Сергій Цейц, Зиновій Гердт ті інші зірки радянського кіно.